# Altirhinus
Altirhinus war eine Gattung der Vogelbeckensaurier aus der Gruppe der Ornithopoda, die in der Unterkreide in Ostasien lebte.

## Merkmale
Altirhinus war ein Verwandter von Iguanodon und wies einen ähnlichen Körperbau auf, wenn auch viele Teile des Körpers nicht bekannt sind. Der Schädel war 76 Zentimeter lang, die Gesamtlänge des Tieres betrug rund 8 Meter. Die Vordergliedmaßen waren kürzer als die Hintergliedmaßen, Altirhinus konnte sich vermutlich sowohl auf zwei als auch auf vier Beinen fortbewegen. Der Schädel war durch ein hohes Nasenbein charakterisiert, die Schnauze war vergleichsweise breit und ähnlich wie bei den Hadrosauriern geformt. Die Zähne waren an eine pflanzliche Ernährung angepasst. Der Daumen war wie bei Iguanodon zu einem Dorn umgebildet, dafür war der fünfte Finger zu einem gewissen Grad opponierbar.

## Entdeckung und Benennung
Von Altirhinus wurden mehrere Schädel und Teile des postkranialen Skeletts in der mongolischen Region Dorno-Gobi-Aimag gefunden und 1998 erstbeschrieben. Der Name leitet sich von latein altus (=„hoch“) und griechisch rhinos (=„Nase“) ab und spielt auf die vergrößerte Nasenregion an. Einzig bekannte Art und somit Typusart ist A. kurzanovi. Die Funde werden in die späte Unterkreide (Aptium oder Albium) auf ein Alter von 126 bis 100 Millionen Jahre datiert.